# Buergeria
Buergeria — єдиний рід земноводних підродини Buergeriinae родини Веслоногі. Має 5 видів.

## Опис
Загальна довжина представників цього роду досягає 3—5 см. Голова мала або середнього розміру. Очі опуклі або витрішкуваті. Морда округла. Тулуб кремезний, стрункий. Кінцівки розвинені. Передні — з 4 пальцями, на яких є великі диски-присоски. Задні — з 5 пальцями, де розвинені перетинки. Забарвлення переважно сіре, зелене, оливкове темних відтінків, з численними цяточками або крапочками більш світлого кольору.

## Спосіб життя
Полюбляють швидкі потоки, рослинність біля струмків та річок. Часто трапляються у горах. Активні вночі. Живляться дрібними безхребетними.
Це яйцекладні амфібії.

## Розповсюдження
Мешкає в Японії, островах Рюкю, Тайвань та Хайнань (Китай).

## Види
- Buergeria buergeri
- Buergeria choui
- Buergeria japonica
- Buergeria oxycephala
- Buergeria robusta